# یواس‌اس کبرا (اس‌پی-۶۲۶)
یواس‌اس کبرا (اس‌پی-۶۲۶) (به انگلیسی: USS Cobra (SP-626)) یک کشتی بود که طول آن ۵۳٫۷ فوت (۱۶٫۴ متر) بود. این کشتی در سال ۱۹۱۷ ساخته شد.